# Shane McMahon
Shane Brandon McMahon (Gaithersburg, Maryland, 15 de enero de 1970) es un empresario, ejecutivo, árbitro y luchador profesional estadounidense. Es el hijo mayor del anterior director ejecutivo de la WWE, Vince McMahon y de Linda McMahon, hermano mayor de Stephanie McMahon y cuñado del luchador profesional Triple H.
Entre sus logros, está el haber sido una vez Campeón Europeo de la WWF, una vez Campeón Hardcore de la WWE, Campeón en Parejas de SmackDown junto a The Miz, el primer ganador de la Copa Mundial de la WWE y antiguo comisionado de SmackDown.
En 2004 fundó el Seven Stars Cloud Group, que luego se convertiría en Ideanomics, donde actualmente se desempeña como presidente ejecutivo. Tras renunciar a WWE a mediados de 2010, se convirtió en director ejecutivo de la empresa de servicios de entretenimiento YOU On Demand. El 12 de julio de 2013, McMahon renunció como director ejecutivo de YOU On Demand y nombró a Weicheng Liu como su sucesor, sin dejar de ser el director ejecutivo principal de la empresa y vicepresidente de la junta hasta 2021, cuando fue ascendido a presidente ejecutivo.

## Carrera

### World Wrestling Federation/Entertainment/WWE (1989-2010)

#### The Corporation (1998–2000)
Shane empezó a trabajar en la WWF como árbitro en varias luchas, entre ellas, Survivor Series y Royal Rumble. En 1998, empezó a ejercer la función de comentarista del programa Heat junto a Jim Cornette. Sin embargo, debutó en la televisión durante el feudo entre su padre y Steve Austin, diciéndole a su padre que no peleara contra Austin. Su primera lucha fue frente a Mankind el 21 de diciembre de 1998, perdiendo por descalificación. Tras esto, en su segunda lucha, el 15 de febrero de 1999, hizo equipo con Kane frente a D-Generation X (Triple H & X-Pac), combate durante el cual cubrió a X-Pac, por lo que ganó su Campeonato Europeo de la WWF. Tras retener el título frente a X-Pac en WrestleMania XV, se involucró en un feudo entre su padre y Austin, diciéndole a su padre que había "olvidado sus prioridades", por lo que su padre le puso como árbitro especial en Backlash en la lucha entre el Campeón de la WWF Steve Austin y The Rock, lucha que ganó Austin.
En febrero del 2000 en el evento No Way Out 2000, Shane McMahon hizo su regreso a la WWF ayudando a The Big Show a derrotar a The Rock al golpearlo con una silla de acero. Después, en Wrestlemania XVI (2000), Shane McMahon participó en una Lucha de Eliminación Fatal de 4 Luchadores por el Campeonato de la WWF donde cada luchador tenía a un miembro de la familia McMahon en su esquina. The Rock tenía en su esquina a Vince McMahon, el Big Show tenía en su esquina a Shane McMahon, Triple H (el entonces campeón) tenía a Stephanie McMahon y Mick Foley tenía a Linda McMahon. Big Show fue el primero en ser eliminado y Triple H retuvo su Campeonato de la WWF. Como consecuencia, el Big Show y Shane destrozaron su alianza.
En los siguientes meses, Shane se alió con otros luchadores como A-Train, Edge y Christian quienes ayudaron a Shane a quitarle el Campeonato Hardcore a Steve Blackman en un episodio de Raw.
Shane McMahon se reunió con Steve Blackman en una revancha por el Campeonato Hardcore de la WWF en SummerSlam 2000 donde Shane perdió la lucha y el Campeonato Hardcore de la WWF a causa de que Steve Blackman lo lanzó de la pantalla titánica y después le dio una Diving Elbow Drop desde la pantalla titánica. Desde septiembre del 2000 al 2001, Shane McMahon desapareció de la TV, y sólo realizó apariciones ocasionales.

#### The Alliance (2001–2002)
En marzo de 2001, Shane McMahon regresó al ring y volvió a hacer una enemistad con su padre. La empresa rival llamada World Championship Wrestling (WCW) fue vendida a la WWF y con Vince McMahon demandó que el fundador de la empresa de lucha World Championship Wrestling (WCW) llamado Ted Turner firmó un contrato en Wrestlemania X-Seven (2001) y Shane McMahon aprovechó la oportunidad y compró la WCW para impresionar a su padre. En Wrestlemania X-Seven (2001) hubo una lucha entre Vince McMahon y Shane McMahon donde Shane se llevó la victoria al darle a Vince un Coast-To-Coast. Después, Shane empezó a liderar a los luchadores de la WCW contra los luchadores de Vince de la WWF y eventualmente unió fuerzas con Paul Heyman (el "Gerente General de la ECW") y sus luchadores y con su hermana Stephanie McMahon, llamándose a sí mismos La Alianza. Shane McMahon tuvo que luchar contra The Big Show, en Backlash 2001 (abril) en una lucha de Last Man Standing, donde Shane derrotó a The Big Show cuando lo puso en una mesa y le dio un Diving Elbow Drop desde el titantron.
En el torneo The King of the Ring 2001, hubo una Street Fight Match entre Shane McMahon y Kurt Angle en la que Kurt Angle derrotó a Shane con un Super Angle Slam desde la tercera cuerda. Durante la lucha Shane y Kurt Angle pelearon cerca del mini-tron donde después de un suplex en el cemento Angle se fracturó el cóccix y Kurt Angle lo hizo atravesar dos placas de vidrio.
La Alianza terminó en el evento de Survivor Series 2001 (noviembre) donde hubo una lucha entre el "Equipo WCW" contra el "Equipo WWF" donde el de WWF le derrotó al de WCW y como consecuencia La Alianza terminó.
Al día siguiente en Raw, Vince McMahon despidió públicamente a Shane y a Stephanie McMahon. Después de la destrucción de la WCW y La Alianza, Shane McMahon fue removido de escena, eventualmente hizo 3 apariciones ocasionales durante el año 2002.

#### Feudo con Kane (2003–2005)
En 2003, obtuvo empleo de nuevo en la WWE en el puesto de Vicepresidente Ejecutivo de los Medios de Comunicación Globales de la WWE. Shane se volvió face en verano del 2003 para estar envuelto en un feudo con Eric Bischoff. Shane luchó contra Eric en SummerSlam 2003 en una No Disqualification Falls Count Anywhere" donde Shane derrotó a Eric Bischoff después de un Leap of Faith en la mesa de comentaristas en español. Después Shane McMahon tuvo un feudo con Kane, ya el último atacó a Linda McMahon que Kane le dio una Tombstone Piledriver a la madre de Shane y este último quiso vengar a su familiar por lo cual se vio envuelto en una serie de luchas de semana tras semana contra Kane. En Unforgiven 2003, Shane tuvo una lucha contra Kane en un Last Man Standing fue derrotado después de un fallido "Leap of Faith" desde el titantron y no se pudo levantar de la cuenta de 10, Shane fue mandado al hospital (kayfabe). Después tuvieron una revancha en el evento de noviembre llamado Survivor Series 2003 donde tuvieron una Ambulence Match donde fue derrotado después de un "Tombstone Piledriver" y Kane lo metiera a la ambulancia.
Después del Survivor Series 03, Shane no luchó en la WWE hasta 2006, aunque tuvo apariciones ocasionales.

#### Feudos con D-Generation X y Bobby Lashley (2006–2007)

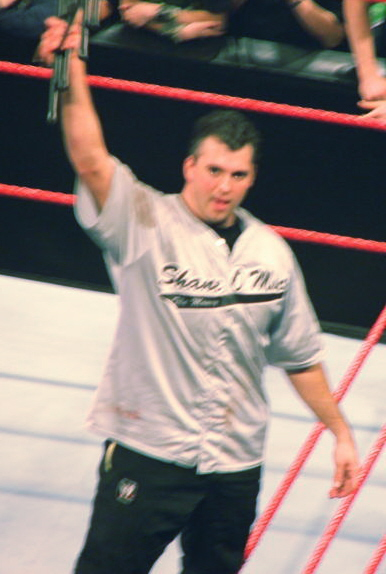
Shane en el ring de RAW.

Vince McMahon empezó a tener un feudo y problemas con Shawn Michaels por lo que Shane McMahon ayudó a su padre contra Shawn Michaels. En el evento de pago por visión de enero, Royal Rumble 2006, Shane McMahon eliminó a Shawn Michaels de la Royal Rumble y después Shane le hizo a Michaels un Shane-O-Shuffle. Después del Royal Rumble 2006, Shane McMahon y su padre atacaban con sillas a Shawn Michaels semana tras semana hasta que se hizo la lucha de Shane y Shawn Michaels donde Shane resultó victorioso con la ayuda de su hermana, Stephanie McMahon. En el evento de TV. de febrero llamado Saturday Night's Main Event, Shane McMahon tuvo una "Street Fight" contra Shawn Michaels donde Shane ganó, emulando la Traición de Montreal. Después de eso hubo varias luchas entre Shane McMahon y Shawn Michaels en las que los resultados variaban. En Wrestlemania 22 (2006), hubo una No Holds Barred" entre Vince McMahon y Shawn Michaels donde Shane McMahon fue a tratar de ayudar a su padre con una caña con la que ataco a Michaels pero Vince no lograría ganar.
Un día después de Wrestlemania 22 (2006) en Raw, Shane McMahon le dio a Shawn Michaels un Salto de la Fe. En el evento de pago por visión de mayo Backlash 06, Shane McMahon hizo pareja con Vince McMahon para enfrentarse a Shawn Michaels y "Dios", Los McMahon recibieron algo de ayuda del Spirit Squad y con esa ayuda Vince McMahon cubrió a Shawn Michaels y así Los McMahon ganaron la lucha. Semanas después de Backlash 06, Shane McMahon fue el réferi de una lucha entre el Spirit Squad y Triple H contra Shawn Michaels donde Triple H por error le dio un golpe con el mazo a Shane McMahon y con eso se metió en problemas con Los McMahons y así Triple H se unió con Michaels para reformar a D-Generation X. La guerra entre Los McMahon y D-Generation X (DX) llegó hasta el evento de pago por visión de agosto SummerSlam 06 donde Los McMahons recibieron ayuda del Spirit Squad, Finlay, Mr. Kennedy, William Regal, Big Show y Umaga pero toda esa ayuda fue inútil ya que Michaels le dio una Patada Biónica a Shane McMahon y Triple H le dio un Pedigree a Vince McMahon y con eso DX logró vencer a Los McMahons.
Vince y Shane unieron fuerzas con el Big Show quienes entre los 3 le dieron una paliza a DX en un episodio de Raw. En el pago por visión de septiembre, Unforgiven 06 hubo una Lucha en Celda Infernal entre Los McMahons y The Big Show contra D-Generation X donde The Big Show fue humillado totalmente ya que sus glúteos fueron descubiertos, Shane McMahon sufrió una lesión en el cuello a causa de una caída de supercodazo de volador (sobre la silla que estaba puesta en su cuello) desde la tercera cuerda por parte de Michaels y eso ocasionó que Shane escupiera sangre por la boca y que necesitara atención médica y Vince McMahon fue obligado a besarle los glúteos a The Big Show y después fue noqueado por un golpe con el mazo por parte de Triple H y con eso D-Generation X ganó la guerra que tenía con Los McMahons. Desde Unforgiven 06 (septiembre) al 2007, Shane McMahon no volvió a salir en pantalla aunque ya se recuperó de su lesión en el cuello.
El 21 de octubre de 2006, PRIDE Fighting Championships llevó a cabo PRIDE 32 en el Centro Thomas & Mack en Las Vegas, Nevada y Shane McMahon asistió al evento, resultando una especulación de que la WWE podría estar considerando promocionar eventos de MMA (Artes Marciales Mixtas). Después el 17 de noviembre de 2006, los oficiales de la WWE y los oficiales de Dream Stage Entertainment, la compañía matriz de PRIDE Fighting Championships, tuvieron una junta en las jefaturas globales de la WWE en Stamford, Connecticut. La junta concentró una posibilidad de los 2 grupos de hacer alguna forma de negocios juntos en el futuro.

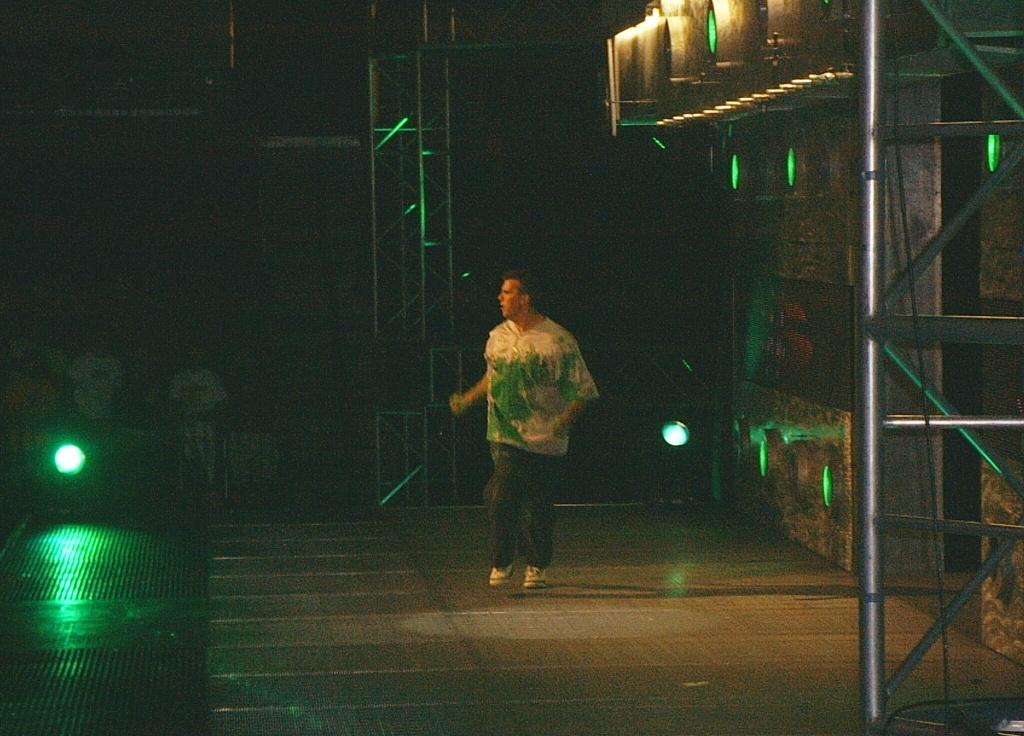
Shane bailando en su entrada.

En la edición de Raw del 5 de marzo, Shane McMahon subió al ring para informarle a su padre, sobre el "referee especial invitado" para la Lucha de los Billonarios en Wrestlemania 23 entre el representante de Vince McMahon, Umaga contra el representante de Donald Trump, Lashley. Shane le dijo a Vince que el ya no podía ser el "referee especial invitado" de la Lucha de los Billonarios porque había perdido la votación de la mesa directiva y que el que la había ganado era Stone Cold Steve Austin por una votación de 5 contra 4 y después, Stone Cold entró al ring y mojo con unas cervezas a Vince y a Shane McMahon.
En la Lucha de los Billonarios en el evento de abril, WrestleMania 23, con ropa de civil fue a checar el bienestar de su padre que estaba tirado en el piso y después atacó a Lashley con un combo de puñetazos seguidos del Costa-a-Costa y después se quitó la camisa de civil y reveló una jersey de árbitro y Umaga cubrió a Lashley y Shane-O-Mac intento hacer la cuenta de 3 pero fue interrumpido por Stone Cold Steve Austin quien lo sacó del ring y estrelló la cabeza de Shane contra la escalerilla de acero. Después de que Lashley venció a Umaga con una lanza, Donald Trump y Stone Cold intentaron sujetar a Vince pero Shane McMahon le dio un combo de puñetazos a Stone Cold pero este le devolvió los golpes y lo dejó fuera de combate con una Paralizadora de Stone Cold y el padre de Shane fue rapado por Donald Trump y Lashley.
El 9 de abril en Raw, Shane McMahon tuvo una lucha contra Lashley por el Campeonato Mundial de la ECW en una lucha de Título Contra Cabellera que terminó en descalificación después de que Shane-O-Mac golpeó al réferi en la cara al casi ser vencido por los suplex de estómago contra estómago de Lashley. Después de la lucha, Shane McMahon golpeó con una silla de acero en la frente a Lashley dejándolo sangrando y Umaga y Vince McMahon continuaron atacando a Lashley y Vince anunció que en Backlash 07, Lashley se enfrentaría a Umaga, Vince McMahon y Shane McMahon por el Campeonato Mundial de la ECW en una lucha de "Desventaja de 3-contra-1". El 23 de abril en WWE Raw, Shane McMahon tuvo una lucha de sin descalificaciones contra un luchador local de Liverpool llamado Robbie Brookside y en la lucha, Shane-O-Mac atacó a Brookside con un combo de puñetazos seguidos de un Costa-a-Costa y después, Shane anunció que la lucha sería de "Desventaja de 2-contra-1" y Umaga subió al ring para atacar a Robbie Brookside y luego, Shane anunció que la lucha sería de "Desventaja de 3-contra-1" y Vince McMahon entró al ring para cubrir a un abatido Robbie Brookside. En Backlash 07, Shane McMahon, Umaga y Vince McMahon lucharon contra Lashley por el Campeonato Mundial de la ECW en una lucha de "Desventaja de 3-contra-1" en la que Shane-O-Mac aprovechó la distracción del réferi para golpear en la cabeza a Lashley con el Campeonato Mundial de la ECW y después Umaga lo noqueó con dos planchas desde la tercera cuerda para que Vince McMahon lo cubriera y se convirtiera en el nuevo "Campeón Mundial de la ECW".
Después de la lucha en bastidores, Shane y Vince molestaron a los "Originales de la ECW" y celebraron con la "Nueva Raza de la ECW". En la edición de "ECW on Sci Fi" del 8 de mayo, Shane McMahon, Vince y Umaga tuvieron una lucha de Desventaja de 3-contra-1 contra Rob Van Dam en la cual, Los McMahons y Umaga salieron victoriosos. En el evento Judgment Day 07, Shane McMahon, Vince McMahon y Umaga lucharon contra Lashley en una lucha de Desventaja de 3-contra-1 para defender el Campeonato Mundial de la ECW en donde Lashley derrotó a Los McMahons y a Umaga al darle el Dominador a Shane y Vince McMahon le dijo a Lashley que para ganar el Campeonato Mundial de la ECW debe ganarle a él mismo y no a Shane ni a Umaga. En el episodio de Raw del 28 de mayo, subió al ring para anunciar que en dos semanas se efectuara una lotería donde podrían haber varios cambios tanto como en Raw, Smackdown! y en ECW.
En el evento, One Night Stand, Vince McMahon tuvo una Lucha Callejera contra Lashley para defender el Campeonato Mundial de la ECW en la que Umaga y Shane-O-Mac ayudaron a Vince con un Salto de Fe pero cuando Shane intento hacer el Costa-a-Costa, Lashley se quitó de la esquina y le dio una lanza a Shane dejándolo fuera de combate para derrotar a Vince con una lanza y ganarle el Campeonato Mundial de la ECW. En la edición de Raw del 3 de septiembre, Shane regresó a la televisión para aparecer al lado de su madre, Linda McMahon y de su hermana Stephanie McMahon para confrontar a Vince McMahon sobre su hijo ilegítimo. Después en Survivor Series 07, Shane estuvo sentado al lado del ring con Vince McMahon para apoyar a Hornswoggle en su lucha contra El Gran Khali. El 10 de diciembre, apareció en el 15⁰ aniversario de Raw para tomarse una foto familiar con Vince, Stephanie y Hornswoggle pero fueron interrumpidos por Triple H quien dijo que el también tenía que salir en la fotografía.
Después, en noviembre, Shane McMahon y el presidente de la WWE en Canadá, Carl DeMarco, viajaron a Sudamérica para finalizar un acuerdo de TV muy grande en Brasil, que dejó ver a los brasileños en sus estaciones de TV a Raw y SmackDown! También estuvo en Argentina estando en tres programas del canal 9 "Bendita TV" "La noche del domingo"
En No Way Out 2008, apareció en el área del ringside para tratar de calmar a The Big Show para que no tuviese un altercado con Floyd  Mayweather. Después en la edición de Raw del 10 de marzo, Shane McMahon apareció para pesar a The Big Show y a Mayweather, luego las superestrellas empezaron a confrontar verbalmente a Mayweather y sus guardaespaldas, por lo que el equipo de seguridad de la WWE intentaron separarlos y Shane acabó tirado en el piso por un empujón de uno de los guardaespaldas de Mayweather.

#### Historia con The Legacy y posterior salida (2008–2010)
En el episodio de Raw del 30 de junio, apareció en un vídeo al principio del programa pidiéndole a las superestrellas de Raw que se mantuvieran unidos y en orden durante este "tiempo turbulento" (Raw se quedó sin Vince McMahon ya que este había sufrido un accidente anteriormente dejándolo con serias heridas y tampoco tenía un gerente general). Después de dos caóticos Raw, Shane y Stephanie aparecieron en otro video al inicio del programa pidiéndoles a las superestrellas solidaridad o si no los obligarían a tomar medidas. En el Raw del 28 de julio, Shane McMahon apareció una vez más para anunciar al nuevo gerente general de Raw, Mike Adamle. En el Raw del 22 de septiembre Shane apareció para revertir la decisión del gerente general Mike Adamle de suspender a CM Punk por haber atacado a Randy Orton. Shane McMahon de nuevo apareció el 3 de noviembre en el episodio n⁰ 800 de Raw con su hermana Stephanie McMahon después de que Randy Orton le pidió venir para despedir a Mike Adamle. Shane también anunció que el ganador de la lucha por el Campeonato Mundial Peso Pesado en una jaula de acero tendría que defender el campeonato ante John Cena en Survivor Series 08.
El 27 de enero, regresó a Raw para vengar a Mr. McMahon, quien había sido pateado en la cabeza por Randy Orton una semana antes. Shane atacó a Randy, Cody Rhodes y Ted DiBiase, Jr. con combinaciones de puñetazos y patadas. El 2 de febrero en Raw, Randy Orton le retó a una lucha "No Holds Barred" en No Way Out y este aceptó, después Shane y Stephanie fueron atacados por The Legacy en trasbastidores. En la edición del 9 de febrero de Raw, Shane entró para salvar a The Undertaker quien estaba siendo golpeado por The Legacy, aplicándole el Coast to Coast a Ted DiBiase, Jr., en No Way Out perdió la lucha tras un RKO. En Backlash hizo equipo con Batista y Triple H contra Randy Orton y The Legacy lucha la cual perdieron. En Raw luchó contra Randy Orton y se lesionó ya que Orton utilizó una escalera metálica para pegarle varias veces en el pie. El 16 de octubre Shane anunció su renuncia de la WWE. La renuncia se hizo efectiva el 1 de enero de 2010 después de 20 años en la empresa.

### Regreso a WWE (2016–presente)

#### Comisionado de SmackDown (2016–2017)

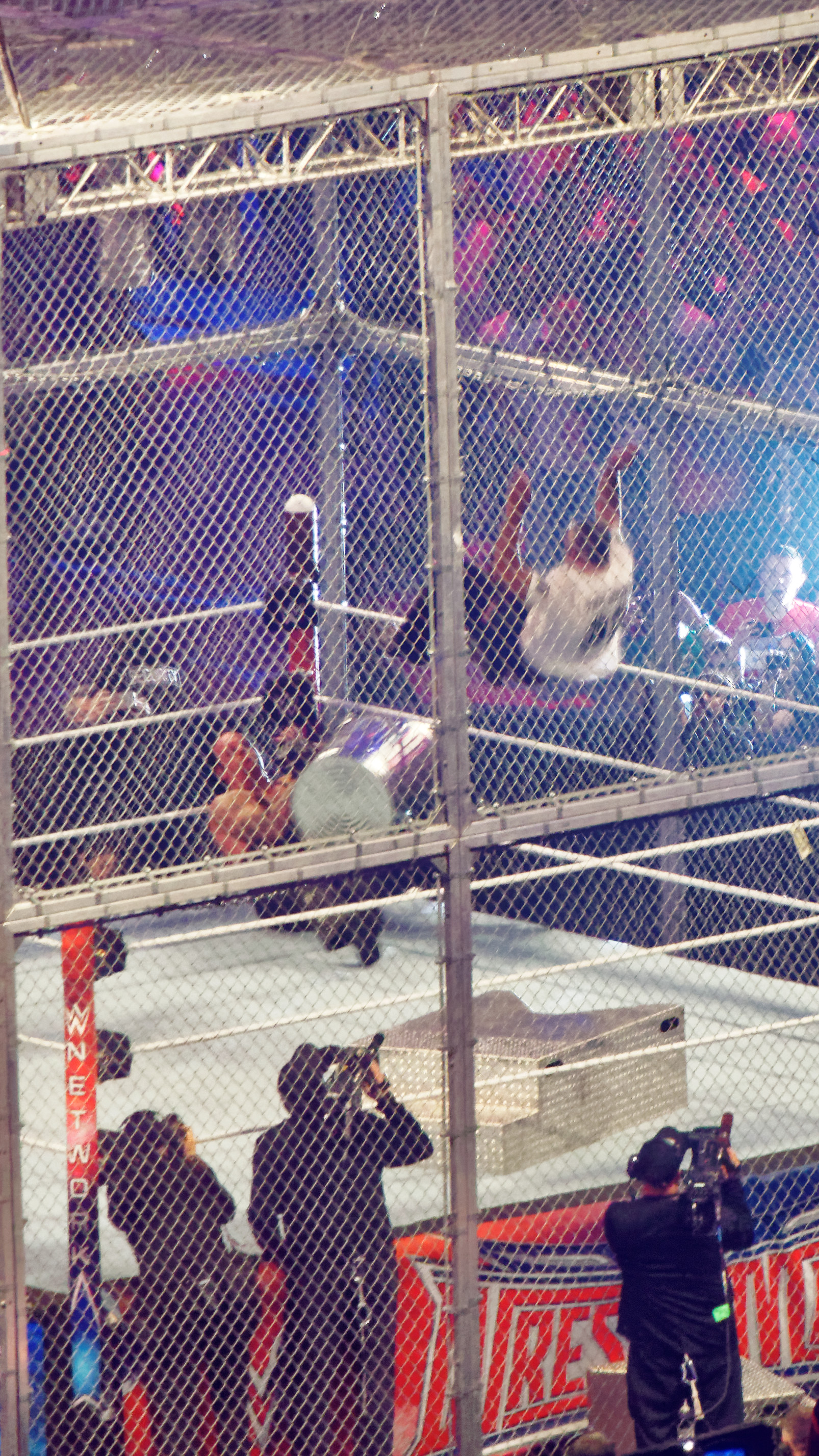
Shane aplicando el Coast-to-coast a The Undertaker en su regreso a WWE en WrestleMania 32.

Después de 7 años fuera del ring, el 22 de febrero en Raw, Shane regresó a la WWE como face interrumpiendo la celebración de Vince McMahon y Stephanie McMahon después de presentar el primer premio "Vincent J. McMahon Legacy of Excellence" el cual, fue otorgado a Stephanie McMahon. En su regreso, reclamó a su padre y a su hermana en lo que respecta a la situación de la empresa por lo que, exigió tener el control de Raw (ya que era el hijo mayor de Vince). Vince le sugirió un trato: Shane debería tener una lucha en donde si venciera, tendría el control de Raw, pero de no ser así, tendrá que darle todas sus acciones en la empresa a su padre. Shane aceptó tal trato pero Vince nombró a The Undertaker, como su rival y pactó una lucha en un Hell in a Cell Match en Wrestlemania. El 7 de marzo en Raw, fue confrontado por su padre para que abandone el ring, siendo el que envió seguridad para sacarlo pero Shane empezó a atacar a todos los miembros de seguridad, mostrando así que estaba en buenas condiciones de pelea. El 14 de marzo en Raw, Shane se presentó para responder a las afirmaciones de su padre y en esa misma noche,  también apareció The Undertaker para aclarar los temas y aunque fue atacado por Shane, terminó aplicándole un Chokeslam. El 28 de marzo en Raw, confrontó nuevamente a The Undertaker y fue cuando ambos empezaron a atacarse entre sí. Cuando The Undertaker estaba tendido sobre la mesa de comentaristas, Shane le aplicó su "Leap of Faith" desde el esquinero sobre The Undertaker, causando un gran furor entre los espectadores.
En Wrestlemania 32, Shane fue derrotado por The Undertaker después de que se lanzó desde la parte superior de la celda infernal hacia la mesa de comentaristas y The Undertaker lo esquivara y le haga un "Tombstone Piledriver" en el ring (por consecuencia, Shane debió entregar sus acciones a Vince McMahon y abandonar la WWE). Al día siguiente en Raw, apareció frente a su padre Vince para admitir su derrota contra The Undertaker por lo que le da la mano en señal de paz y abandona la WWE en medio de una gran ovación. Pero por razones administrativas (kayfabe), Vince le da la oportunidad de dirigir Raw por una noche. El 11 de abril en Raw, nuevamente se presentó para anunciar los combates de la noche, dando la idea de que sería Gerente General de Raw de manera temporal.
El 25 de abril en Raw, Stephanie regresó para determinar que en Payback, Vince McMahon determinaría quién sería el nuevo gerente de Raw. En Payback, Vince McMahon determinó que ambos tanto Shane como Stephanie serían Co-Gerentes Generales de Raw y SmackDown. El 20 de junio en Raw, Vince anunció que Shane sería el Comisionado de SmackDown Live, mientras que su hermana Stephanie sería la Comisionada de Raw. El 25 de mayo, se anunciò que se llevarìa a cabo una nueva versión de WWE Draft el cual, sería el 19 de julio en SmackDown, esto debido al cambio de horario en SmackDown Live que sería transmitido en vivo todos los martes desde ese día. El 18 de julio en Raw, Stephanie reveló que el nuevo Gerente General de Raw sería Mick Foley, mientras que Shane reveló que el nuevo Gerente General de SmackDown Live sería Daniel Bryan. En SummerSlam, Shane salió para proteger a Randy Orton de los ataques de Brock Lesnar pero fue atacado por Lesnar con un F5.
El 8 de noviembre en SmackDown, Baron Corbin sufrió una lesión (kayfabe) por lo que Daniel Bryan anunció que su reemplazo en Survivor Series sería el mismo Shane McMahon. En Survivor Series, participó en el Traditional Survivor Series Elimination Match como parte del Team SmackDown, donde fue eliminado por Roman Reigns quien le aplicó un Spear en su intento de hacer su Coast to Coast, causando su eliminación. Tras esto, Shane tuvo que ser sacado por el personal médico de la WWE.
Tras haber planteado una serie de lucha sin resultados, AJ Styles inició una rivalidad con Shane. El 7 de marzo en SmackDown, Styles en un estado de furia y frustración tras no vencer a Orton fue a encarar a Shane, acusándolo como responsable de su derrota. El 14 de marzo en SmackDown, Styles atacó a Shane en el estacionamiento. Tras bastidores, Daniel Bryan reclamó a Styles por sus acciones por lo que despidió a este (kayfabe). Esa misma noche casi al finalizar SmackDown, Shane salió para anunciar que Styles lucharía en WrestleMania contra él. En WrestleMania 33, fue derrotado por Styles. El 4 de abril en SmackDown, salió para confrontar a Styles (debido al Superstar Shake-Up de la WWE) donde anunció que Styles no se iría de SmackDown pero este tampoco tenía intenciones de irse a Raw por lo que, ambos se dieron la mano en señal de amistad, dando por terminada su rivalidad.

#### Rivalidad con Kevin Owens y Sami Zayn (2017–2018)
El 25 de julio en SmackDown, salió para confrontar a Kevin Owens por sus decisiones donde determinó que Owens defendería el Campeonato de los Estados Unidos ante AJ Styles y Chris Jericho, lucha que ganó Styles. Al finalizar la lucha, Owens increpó a Shane y a Bryan por lo sucedido anteriormente por lo que, Shane le garantizó una revancha en SummerSlam y Bryan le comentó que para evitar más problemas, el mismo Shane sería el árbitro de la lucha entre Owens y Styles.
En SummerSlam, Shane fue el árbitro especial en la lucha entre Owens y Styles, lucha que ganó este último. El 22 de agosto en SmackDown, Shane le dio una última oportunidad a Owens de ganar el título en cuestión, enfrentándose a Styles por tercera vez y con un nuevo árbitro especial, el cual sería designado por Owens. Esa misma noche, durante la lucha, el árbitro Baron Corbin intentó favorecer a Owens en el combate por lo que, Shane lo sacó y Corbin renunció a ser árbitro. Por consecuencia, Shane se designó como réferi de la lucha, misma que ganó Styles nuevamente.
El 5 de septiembre en SmackDown, fue confrontado por Owens, quien lo hizo responsable de sus derrotas con Styles. Después de ser agredirlo verbalmente, Shane atacó a Owens donde el personal de seguridad y Daniel Bryan salieron para separarlos. Esa misma noche, recibió la noticia de parte de Bryan de que, fue suspendido indefinidamente por su propio padre Vince McMahon, quién anunció que confrontaría a Owens personalmente. El 12 de septiembre en SmackDown, Vince reapareció para exigir explicaciones a Owens por sus acciones contra Shane. Este estableció un Hell in a Cell Match entre su hijo y Owens, afirmación que no fue bien aceptada por este último. Al finalizar la plática, Vince quiso darle la mano pero Owens le dio un cabezazo en la frente, provocando sangrado en él. Continuó atacándolo a tal punto en que Vince fue sacado por el personal médico. Durante las siguientes semanas, Shane y Owens tuvieron fuertes careos. En Hell in a Cell, fue derrotado por Owens en un Falls Count Anywhere Hell in a Cell Match, gracias a la interferencia de Sami Zayn, quien favoreció a Owens, alejándolo de la mesa donde Shane aterrizaría. Tras la lucha, fue sacado en camilla por el personal médico.
El 23 de octubre en Raw, reapareció para interrumpir y confrontar a Kurt Angle en compañía de todo el roster de SmackDown (esto como parte de la rivalidad Raw vs. SmackDown en Survivor Series). Tras esto, Shane ordenó a todos su luchadores y luchadoras a ingresar a los bastidores para atacar a todo el roster de Raw. El 14 de noviembre en SmackDown, se desarrollaba la lucha entre The New Day y Kevin Owens & Sami Zayn pero fue interrumpida por The Shield, quienes atacaron a The New Day y a The Usos junto a The Bar. A esto, se sumó que todo el roster femenino de Raw atacó a su homónima de SmackDown tras bastidores. Mientras tanto, Shane salió en compañía del resto del roster masculino de SmackDown pero todos fueron derrotados por su par de Raw. Al finalizar, Shane recibió un Triple Powerbomb de The Shield y un Angle Slam de Kurt Angle. En Survivor Series, Shane participó en el Traditional Survivor Series Elimination Match como parte del Team SmackDown, donde finalmente fue eliminado por Triple H, quien le aplicó un Pedigree después de que este traicionara a Kurt Angle.
De manera instantánea, retomaría su rivalidad con Kevin Owens donde fue incluido Sami Zayn. El 5 de diciembre en SmackDown, Shane pactó una lucha entre Owens y Zayn contra Randy Orton y Shinsuke Nakamura con Shane como árbitro especial donde si Owens y Zayn perdían, serían despedidos de SmackDown, e incluso de la WWE. El 12 de diciembre en SmackDown, Daniel Bryan se agregó como segundo árbitro especial de la lucha pactada. En Clash of Champions, Owens y Zayn derrotaron a Orton y Nakamura gracias al conteo de Bryan como árbitro.
Debido a la rivalidad entre Shane y Owens-Zayn, AJ Styles se vio involucrado en calidad como Campeón Mundial de la WWE. El 22 de enero en Raw 25 Years, se presentó en compañía de su hermana Stephanie y su padre Vince donde tuvo un segmento sobre la creación del programa pero fueron interrumpidos por Stone Cold Steve Austin quien apareció para aplicarle un Stunner a Shane y posteriormente hacer lo mismo a Vince.
En Fastlane, Shane apareció durante la lucha por el Campeonato de la WWE donde sacó al árbitro cuando Owens cubrió a Dolph Ziggler y sacó a Zayn del ring cuando este cubrió a Owens. El 13 de marzo en SmackDown, Shane anunció que se tomaría un tiempo fuera de la WWE por lo que, pactó una lucha entre Owens y Zayn en WrestleMania pero fue interrumpido por estos dos, quienes terminaron atacándolo brutalmente. El 20 de marzo en SmackDown, Daniel Bryan despidió a Owens y Zayn por atacar a Shane pero él también fue atacado por éstos. Posteriormente, se supo que Shane tuvo una operación de hernia umbilical la cual, lo mantuvo fuera de la WWE por algunas semanas, aunque luego se confirmó que SHane y Bryan formarían equipo para enfrentarse a Owens y Zayn donde si estos dos últimos perdían, serían despedidos de SmackDown. En WrestleMania 34, Shane y Bryan derrotaron a Owens y Zayn, siendo estos dos despedidos de SmackDown. 

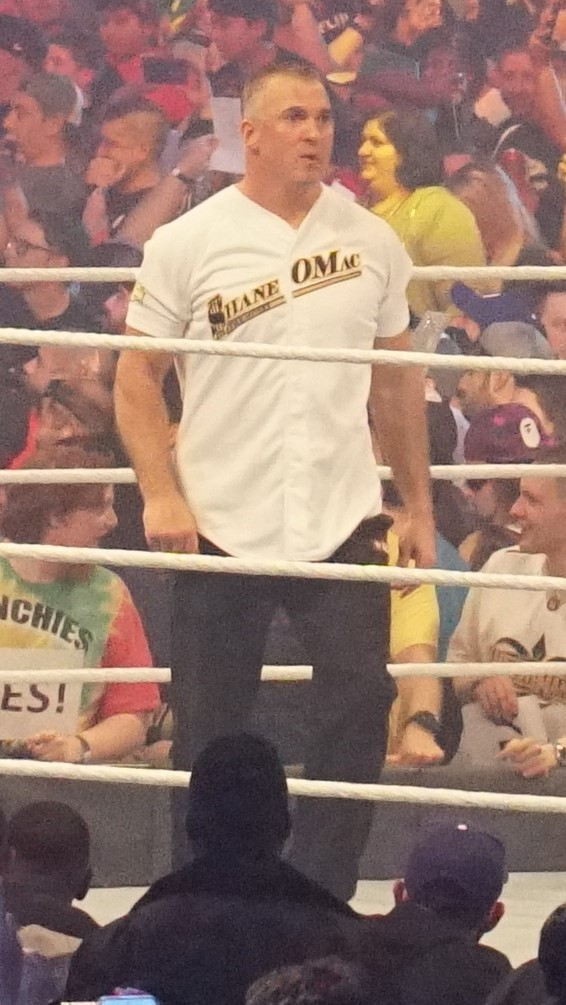
Shane en WrestleMania 34

El 10 de abril en SmackDown, reapareció para anunciar que Daniel Bryan sería integrado como luchador activo de la WWE para la marca SmackDown y a la vez, anunció al reemplazo de Bryan como Gerente General de SmackDown, quien sorpresivamente fue Paige (quien había anunciado su retiro como luchadora profesional en el día anterior en Raw). Tras esto, se tomó unas vacaciones para recuparse de sus lesiones y operaciones.
En Greatest Royal Rumble, Shane reapareció en el Royal Rumble Match, donde ingresó como el #47, siendo eliminado por Braun Strowman, quien lo lanzó desde el esquinero hacia la mesa de comentaristas. El 16 de octubre en SmackDown 1000, reapareció interrumpiendo a su hermana Stephanie mientras ésta era entrevistada por R-Truth y Carmella en Truth TV. Al mismo tiempo, VInce McMahon reapareció para participar del Dance Break de Truth TV.

#### Best in the World (2018–2019)
El 30 de octubre en SmackDown, se presentó en bastidores para anunciar que despediría al participante de SmackDown que perdiese contra el respectivo de Raw en el torneo de la Copa Mundial de la WWE. En Crown Jewel, Shane reemplazó a The Miz en la lucha final del torneo a causa de una lesión (kayfabe), por lo que Shane se enfrentó a Dolph Ziggler saliendo vencedor, ganando la Copa Mundial de la WWE. En Survivor Series, participó en el Team SmackDown, donde fue el último eliminado por parte de Braun Strowman.
A inicios de 2019, Shane empezó a ser seguido por The Miz, quien quería formar equipo con él. El 8 de enero en SmackDown, Miz desafió a The Bar (Cesaro & Sheamus) a una lucha por los Campeonatos en Parejas de SmackDown en Royal Rumble, que The Bar aceptó. En Royal Rumble, Shane y Miz derrotaron a Cesaro y Sheamus, ganando los Campeonatos en Parejas de SmackDown (el primer título de Shane en 18 años). El 21 de enero en SmackDown, The Usos ganaron un Fatal 4-way match donde participaron The New Day, SAnitY y Heavy Machinery, donde les dio derecho a ser retadores #1 a los títulos en parejas de SmackDown por lo que, comenzaron una rivalidad con Shane y The Miz. En Elimination Chamber, Shane y Miz fueron derrotados por The Usos, perdiendo los campeonatos. Posteriormente, continuó la rivalidad entre ellos. En Fastlane, fueron nuevamente vencidos por The Usos. Al finalizar la lucha, Shane atacó a The Miz, cambiando a heel desde hace 9 años. El 12 de marzo en SmackDown, Shane anunció que se enfrentará a The Miz en WrestleMania donde derrotó a The Miz. En la edición del 29 de abril de Raw, McMahon ayudó a Bobby Lashley a derrotar a The Miz, quien era reclutado para Raw, y luego lo atacó. Más tarde esa noche, The Miz retó a McMahon a un Steel Cage match en Money in the Bank, el cual Shane aceptó.
Mientras luchaban simultáneamente con The Miz en Raw, en SmackDown, Elias y Roman Reigns fueron reclutados para la marca azul. El padre de Shane, Vince, presentó a Elias como "la mayor adquisición de SmackDown" en el episodio del 16 de abril de SmackDown Live. Los dos fueron confrontados por Reigns, quien atacó a Elias y a Vince con un Superman Punch. La semana siguiente, Shane confrontó a Reigns para pelear por atacar a su padre, pero este fue atacado por detrás por Elias, quien fue asistido por Shane, formando una alianza entre ambos. Shane luego forzó a Reigns a enfrentar a The B Team (Bo Dallas y Curtis Axel) en un handicap match con Elias como árbitro especial invitado, el cual Reigns salió victorioso. La semana siguiente en SmackDown, Shane se unió a Elias, Daniel Bryan y Rowan en un handicap match de siete hombres y derrotó al equipo de Reigns y The Usos. En Money in the Bank, Shane una vez más derrotó a The Miz, esta vez escapando de la jaula y poniendo fin a su feudo. La noche siguiente en Raw, Shane se enfrentó a Reigns y este último lo desafió a a una lucha en Super ShowDown, a lo que Shane aceptó. En Super ShowDown, Shane derrotó a Reigns después de la interferencia de Drew McIntyre. No obstante, Shane y McIntyre perdieron ante Reigns y The Undertaker en un No Holds Barred en Extreme Rules.
Después de esto, Shane volvió a encender su rivalidad con Kevin Owens, después de que Owens manifestara su disgusto por el dominio constante de McMahon en la televisión y comenzó a atacarlo con el Stunner en innumerables ocasiones. Shane perdió ante Owens en SummerSlam, donde si Owens hubiera perdido, habría dejado la WWE. McMahon más tarde reemplazó a Elias, el cual se encontraba lesionado, en una lucha de semifinales contra Chad Gable para el torneo King of the Ring 2019, y Owens fue nombrado árbitro especial invitado, y a pesar de la promesa de McMahon de considerar la posibilidad de suspender una multa por dañar el costoso equipo de producción, Owens jugó en contra de Shane y permitió que Gable ganara, por lo que después de la lucha McMahon procedió a atacarlo para luego despedirlo. Sin embargo, Owens continuó apareciendo en la televisión para emitir amenazas legales. En el programa semanal de SmackDown del día 24 de octubre de 2019 fue retado por Kevin Owens a un Ladder match por sus carreras en juego (a causa de la denuncia por parte de Kevin Owens). El 4 de octubre, en el episodio del vigésimo aniversario de SmackDown, Shane perdió y a consecuencia del mismo tuvo que abandonar la empresa (kayfabe).

#### Luchador a tiempo parcial (2020–presente)
Shane tuvo su regreso a la WWE inicios del mes de agosto de 2020, creando y presentando un nuevo segmento llamado Raw Underground, que consiste en tener combates con reglas similares a las artes marciales mixtas. No obstante, el segmento fue cancelado después del episodio del 21 de septiembre tras la falta de interés de los fans, a lo que Shane luego hizo la transición al papel de productor en backstage. El 22 de noviembre de 2020, hizo una aparición en Survivor Series durante la ceremonia de retiro de The Undertaker junto con otros luchadores y exluchadores.
En febrero, indignado por haber quedado fuera de la Elimination Chamber match por el Campeonato de la WWE, Braun Strowman comenzó a tener problemas con Shane. Después de un intento fallido de rectificar las cosas con Strowman, comenzó a insultar la inteligencia de éste, por lo que se nuevamente convirtió en heel en el proceso. Strowman luego desafió a McMahon a un combate en el episodio del 15 de marzo de Raw, en el que Shane ganó. Posteriormente, Strowman luego desafió a McMahon a un Steel Cage Match en WrestleMania 37 y McMahon aceptó. En el evento, fue derrotado por Strowman.
Shane hizo una aparición esporádica en el Royal Rumble entrando como #28, eliminando a Kevin Owens, pero fue eliminado por el eventual ganador Brock Lesnar. No obstante, recibió intensas críticas por parte de fanáticos, críticos e incluso de los mismos luchadores (como el propio Lesnar) por su exceso de protagonismo y la forma en que bookeo el combate. El 2 de febrero, McMahon había sido silenciosamente despedido por la compañía.
Sin embargo, Shane regresó más de un año después en abril de 2023 en WrestleMania 39 junto al reconocido rapero Snoop Dogg, en un combate improvisado contra The Miz; mismo en que se desgarró el cuádriceps al principio y no pudo continuar. Esto causó que Snoop Dogg ocupase su lugar y posteriormente se llevaría una victoria ante The Miz.

## Vida personal
McMahon está casado con Marissa Mazzola. Tienen tres hijos. Sus hijos aparecieron en WrestleMania 32, acompañándolo al ring en su combate contra The Undertaker; también se han visto entre la multitud en algunos de sus partidos más recientes. 
McMahon suele usar camisetas de béisbol para sus partidos, con la parte delantera que dice "Shane O Mac" y la parte trasera reservada para "McMahon", el nombre del pago por visión en el que participa, o alguna otra frase relacionada con el partido y/o su oponente. Cuando su padre, Vince , fue entrevistado en Playboy, mencionó que aunque Shane es diestro, suele lanzar golpes con la zurda. El número de la camiseta de fútbol de McMahon era el 61, [cita requerida] el mismo que el de su padre. [cita requerida] El 19 de julio de 2017, McMahon estuvo involucrado en un accidente de helicóptero, pero resultó relativamente ileso. 
McMahon es un ávido fanático de las artes marciales mixtas. Entrena jiu-jitsu brasileño con Renzo Gracie, así como Muay Thai con Phil Nurse.

## Controversias

### Incidente en Royal Rumble 2022
En 2022, Shane McMahon fue contratado por su padre, Vince, para ser el productor principal de Royal Rumble. Era el encargado de señalar el orden de entrada de los 30 luchadores al ring y determinar las rivalidades rumbo a WrestleMania 38. Sin embargo, las superestrellas se molestaron con él porque usando su apellido, se metió al combate. Shane propuso entrar como #1 y estar entre los últimos 4 luchadores, pero Vince descartó esta y otras ideas para la lucha, llegando incluso a una fuerte discusión. Shane entonces eligió entrar como #29 al ring, sin embargo, ocurrió un error y su música sonó un puesto antes. Randy Orton era quien iba a entrar originalmente de #28, pero se negó de manera amable al sonar el tema de entrada de Shane. Shane también cambió en repetidas ocasiones el número de entrada al ring de Bad Bunny, haciendo que oficiales de la WWE temieran que el cantante puertorriqueño se pudiera molestar.
También discutió con otro productor de la lucha, Jamie Noble, y Brock Lesnar se mostró infeliz por los cambios propuestos y realizados al combate por parte de Shane. Todo esto hizo que Vince McMahon tomara la decisión de suspenderlo de la empresa, aunque no se sabe si ocurrió eso, si él renunció o si solamente le fuero congeladas las fechas de su contrato.
Antes de su partida, según Sports Illustrated, Shane McMahon estaba programado para aparecer en Elimination Chamber a celebrarse en Arabia Saudita.

## Campeonatos y logros
- World Wrestling Federation/Entertainment
  - WWF European Championship (1 vez)
  - WWF Hardcore Championship (1 vez)
  - SmackDown Tag Team Championship (1 vez) - con The Miz
  - WWE World Cup (2018)

- Pro Wrestling Illustrated
  - PWI Debutante del año - 19991[8]
  - PWI Feudo del año - 2001 vs. Vince McMahon

- Wrestling Observer Newsletter
  - WON Peor feudo del año - 2006 — con Vince McMahon vs. D-Generation X (Shawn Michaels & Triple H)

## Títulos de trabajo
- 1990, Árbitro de la WWF (Bajo el nombre de "Shane Stevens").
- 1993, Ventas en producción de televisión, ventas, mercadeo y negocios internacionales de desarrollo de divisiones. (en la WWF).
- 1998, Ayudó al departamento de comunicaciones digitales de la empresa y lanzó WWF.com (ahora se conoce como WWE.com), un sitio web al que acuden más de 14.5 millones de visitantes diferentes al mes.
- 2003, "Vicepresidente Ejecutivo de los Medios de Comunicación Globales de la WWE", distribución internacional de los shows de TV. de la WWE, comunicaciones digitales, productos del consumidor, publicidad y eventos de libros en vivo.